# Седефче
За едноименното село вижте Седефче (село).
Седефче (на латински: Ruta graveolens) е растение, полухраст, среща се в диво състояние в южна Европа и Крим, по каменисти, слънчеви места.

## Ботаническо описание
Седефчето е полухраст със силен аромат, достига височина от 50 – 100 см.
Стъблото е изправено, разклонено, вдървено в основата.
Листата са подредени последователно, издължено овални, месести, жълто-зелени.
Цветчетата са дребни, на къси дръжчици, със зеленикаво-жълт цвят, с петлистни, с десетина тичинки, събрани в съцветие. Цъфти през юни – август.
Формулата на цвета е: {\displaystyle \ast K_{5}\;C_{5}\;A_{5+5}\;G_{({\underline {4-5}})}}
Плодът е топчеста кутийка с четири гнезда. Семената са дребни, с дължина 1 – 1,5 мм.

## Химичен състав
В зелената част на ръстението се съдържа етерични масла (0,25 – 1,2 %), витамин С (156,6 мг%), дъбилни вещества, фуранокумарини, алкалоиди и флавонгликозид рутин.
В корените има кумарин, фурокумарины, алкалоиди и етерични масла.

## Значение и използване
Растението се отглежда заради младите листа, които се използват за подправки и за лекарствени цели.
Извличаните етерични масла се използват в парфюмерията.